# Edler
Edler (von ...) er en tysk adelstitel, afledet af Edelherr eller Edler Herr, dvs. "ædel herre". Adelsprædikatet kunne tildeles i forbindelse med en adling og blev især praktiseret i Østrig og Bayern indtil 1918. En Edlers hustru blev betegnet Edle (von ...).
Det var den laveste adelstitel i Tyskland og Østrig indtil 1918. En Edler stod under den titelbærende adels laveste klasser, dvs. friherrer/baroner og riddere, men over den ubetitlede adel. Modtagere af titlen var primært embedsmænd, officerer og bærere af ordener.
Rangtegnet var en rangkrone med fem perler. Tiltaleformen var Euer Hochwohlgeboren.
Titlen kan med en vis ret betragtes som modstykke til de engelske titler baronet og esquire.

## Nogle kendte familier
- Edle von Berger
- Edle von Emperger
- Edle von Eyben
- Edle von Friesack
- Edle von Hofmannsthal
- Edle von Musil
- Edle von Steinstätten
- Edle von Strehlenau
- Edle von Webenau
- Edle von Wohlleben
- Adam Brandner Edler von Wolfszahn
- Gans Edler zu Putlitz